# (29227) Wegener
(29227) Wegener es un asteroide perteneciente al cinturón de asteroides, descubierto el 29 de febrero de 1992 por Freimut Börngen desde el Observatorio Karl Schwarzschild, en Tautenburg, Alemania.

## Designación y nombre
Designado provisionalmente como 1992 DY13. Fue nombrado Wegener en honor al científico alemán Alfred Wegener que desarrolló la teoría de la deriva continental, y explicó incluso los climas de tiempos prehistóricos siendo verificado posteriormente por geotectónica.

## Características orbitales
Wegener está situado a una distancia media del Sol de 2,385 ua, pudiendo alejarse hasta 2,834 ua y acercarse hasta 1,936 ua. Su excentricidad es 0,188 y la inclinación orbital 2,463 grados. Emplea 1345 días en completar una órbita alrededor del Sol.

## Características físicas
La magnitud absoluta de Wegener es 14,2. Tiene 3,694 km de diámetro y su albedo se estima en 0,296.